# مطار الدار البيضاء تيط مليل
مطار الدار البيضاء تيط مليل(ايكو: GMMT ) هو مطار يقع في تيط مليل بالمغرب بالقرب من الدار البيضاء .وهو مطار صغير جهوي يستعمل في الأساس لطياران الخفيف من قبل نوادي الطيران ويبعد عن الدار البيضاء بأقل من 30 كيلومتر ( 19 ميل).  لا يتوفر مطار تيط مليل على أضواء مدرج الهبوط و يستعمل فقط في VFR